# 2011 en Norvège
Chronologie de la Norvège
- 2007
- 2008
- 2009
- 2010
- 2011
- 2012
- 2013
- 2014
- 2015

Cet article présente les faits marquants de l'année 2011 en Norvège ou relatifs à la Norvège.

## Gouvernance
- Harald V est roi de Norvège.
- Jens Stoltenberg est le chef  du gouvernement.

## Événements
- Le Prix Nobel de la paix est décerné à Ellen Johnson Sirleaf, Leymah Gbowee et Tawakkol Karman .
- Les attentats d'Oslo et d'Utøya sont deux actions terroristes[1] d'extrême droite coordonnées contre le gouvernement, un rassemblement politique estival et la population civile en Norvège, commises le vendredi 22 juillet 2011.

## Sport
- La 48e édition des Championnats du monde de ski nordique se déroule du 24 février au 6 mars 2011 à Oslo (Norvège). La ville se voit attribuer l'organisation de cette compétition bisannuelle le 25 mai 2006 à Vilamoura au Portugal par la Fédération internationale de ski, autorité organisatrice de l'événement.
- La saison 2011 du Championnat de Norvège de football est la 49e édition de la première division norvégienne à poule unique, la Tippeligaen. Les 16 clubs de l'élite jouent les uns contre les autres lors de rencontres disputées en matchs aller et retour. En fin de saison, les deux derniers du classement sont relégués et remplacés par les deux meilleurs clubs de deuxième division. Le Rosenborg BK, double tenant du titre, va tenter de remporter un nouveau championnat cette saison. Ses principaux adversaires sont le Vålerenga Fotball, dauphin en 2010 et Tromso IL.
- Les championnats d'Europe de beach-volley 2011, dix-neuvième édition des championnats d'Europe de beach-volley, ont lieu du 9 au 14 août 2011 à Kristiansand, en Norvège. Il est remporté par les Allemands Julius Brink et Jonas Reckermann chez les hommes et par les Italiennes Greta Cicolari et Marta Menegatti chez les femmes.
- La Viking Tri-nations Rugby 2011 est la troisième édition de la compétition de rugby à XV organisée par l'Association européenne de rugby. La Suède, qui a rejoint la Norvège et le Danemark, remporte la compétition.

## Culture
- Age of Heroes est un film de guerre biographique britannico-norvégien écrit et réalisé par Adrian Vitoria et sorti le 20 mai 2011.
- Babycall est un film germano-suédo-norvégien réalisé par Pål Sletaune, sorti en 2011
- Dark Souls (en norvégien : Mørke sjeler) est un film d'horreur satirique écrit et réalisé par César Ducasse et Mathieu Péteul et sorti en 2011.
- Fjellet (littéralement : Montagne) est un film norvégien réalisé par Ole Giæver et sorti en 2011.
- Headhunters (Hodejegerne) est un thriller norvégo-allemand réalisé par Morten Tyldum et sorti en 2011.
- Millénium : Les Hommes qui n'aimaient pas les femmes (The Girl with the Dragon Tattoo) est un thriller américano-suédo-norvégien réalisé par David Fincher et sorti en 2011. Il s'agit du remake de Millénium, un film suédo-danois sorti en 2009, réalisé par Niels Arden Oplev et tiré du roman éponyme de Stieg Larsson. Il fait partie des nombreux films au cinéma racontant les péripéties d'une affaire de journalisme d'investigation de grande ampleur[2].
- Oslo, 31 août (Oslo, 31. august) est un film dramatique norvégien coécrit et réalisé par Joachim Trier d'après Le Feu follet de Pierre Drieu la Rochelle et sorti en 2011. Il a été présenté au Festival de Cannes 2011 dans la catégorie Un certain regard.
- Le Roi du curling (Kong Curling) est une comédie norvégienne réalisée par Ole Endresen sortie en 2011.
- Stella Days est un film irlandais réalisé par Thaddeus O'Sullivan, sorti en 2011, tiré du livre de Michael Doorley : Stella Days 1957-1967: The Life and Times of a Rural Irish Cinema (« La vie et l'époque d'un cinéma irlandais rural »)[3].
- Turn Me On! (Få meg på, for faen) est un film norvégien de comédie écrit et réalisé par Jannicke Systad Jacobsen et sorti en 2011.
- Une éducation norvégienne (Sønner av Norge) est un film norvégien réalisé par Jens Lien, sorti en 2011.

## Naissances
- Naissance en Norvège en 2011

## Décès
- Décès en Norvège en 2011